# لكل ساقطة لاقطة
لِكُلِّ سَاقِطَةٍ لاقِطَةٌ من الأمثال العربية بمعنى: أن لكل مزهود فيه راغب يرغب فيه، أو لكل كلمة سقطت من فم الناطق لاقط أي: سامع بسمعها ويذيعها، قال في مجمع الأمثال في معنى «لكل ساقطة لاقطة»: قال الأصمعي وغيره: الساقطة الكلمة يسقط بها الإنسان أي لكل كلمة يخطئ فيها الإنسان مَن يتحفَّظها فيحملها عنه، وأدخل الهاء في: «الاقطة» إرادة المبالغة، وقيل: أدخلت لازدواج الكلام
يضرب في التحفظ عند النطق. وقال ثعلب: يعنى لكل قَذر فَدِرٌ (الفدر -بفتح الفاء وكسر الدال المهملة بزنة كتف- الأحمق)، وقيل: أراد لكل كلمة ساقطة أذن لاقطه؛ لأن أداة لَقْطِ الكلام الأذُنُ.

## في فقه الإمام الشافعي
لكل ساقطة لاقطة، يوجد هذا المثال في كتب فقه الشافعية للدلالة على قول الشافعي الذي رجحه في الحكم المتعلق بالمرأة التي تكون كبيرة في السن من حيث أنها لا تختلف عن غيرها في نظر الأجنبي إلى وجهها وكفيها، ووجوب سترهما، وفي سفرها مع محرم.
ووجه التمثيل: أن المرأة تكون موضع رغبة الرجال وتطلعهم، والعجوز المسنة ليست في ذلك كالشابة على المعتاد، ورغم ذلك فإنه لا يخلو وجود من يتطلع إليها وإن كانت عجوزا، ومن ثم جرى التعبير عن ذلك بالقول: «لكل ساقطة لاقطة».
يذكر أن الإمام الشافعي رأى شيخا يبلغ نحوا من الثمانين يقبل عجوزا تبلغ قريبا من عمره أو يغازلها في الشارع فقال: «لكل ساقطة لاقطة» للتأكيد على قوله في العجوز الكبيرة: أنها لا تسافر إلا مع زوج أو ذي محرم، وأنها لا تختلف عن غيرها في الحكم، وأنه يجب على المرأة ستر وجهها وكفيها أمام الرجال الأجانب ولا فرق في ذلك بين الكبيرة وبين الشابة، ولا يختلف الحكم في تحريم النظر إليهما من أجنبي، وأن عورتها أمام الرجال الأجانب جميع بدنها سواء كانت كبيرة أو شابة، وسواء مع أمن الفتنة أو عدمها سدا للذريعة، وهذا هو الراجح في مذهب الشافعية وعليه الفتوى.
ومن الأخطاء الشائعة القول بأن الإمام الشافعي لما رأى ما حدث في القصة المذكورة رجع عن قوله بسبب ذلك، وهذا غير صحيح؛ لأن الأحكام الفقهية التي قررها لا يعقل أن تكون مبنية على هذه الواقعة، بل هي مبنية على أسس وقواعد مذهبه التي اعتمد عليها في اجتهاده، وهذه الواقعة لم تكن إلا كشاهد لتأكيد قوله.